# Josef-Pixner-Biwak
Das Josef-Pixner-Biwak am Rauhjoch, auch einfach Rauhjoch-Biwak, ist eine Biwakschachtel der Sektion Passeier des AVS. Es hat sechs Schlafplätze, und liegt auf 2707 m s.l.m. Höhe, über dem Pfelderer Tal im Südtiroler Teil der Ötztaler Alpen. Sie dient als Unterkunft am Tiroler Höhenweg und kann als Stützpunkt für Besteigungen der Liebenerspitze (3399 m) und des Hochfirst (3403 m) genutzt werden.

## Geschichte
Die Idee für ein Biwak entstand im Rahmen der Ausweisung des Tiroler Höhenwegs, da für die lange Etappe vom Seebertal ins Pfelderer Tal eine Notunterkunft fehlte. 2002 erfolgte schließlich an einer lawinensicheren Stelle die Errichtung durch den Alpenverein Südtirol (AVS). Als Namenspatron wählte man den legendären Bergführer und Bürgermeister von St. Leonhard in Passeier Josef Pixner (1871–1957). Dieser hatte sich um das alpine Wegnetz der Gegend verdient gemacht, als geschickter Handwerker beim Bau der Stettiner Hütte und der Zwickauer Hütte mitgeholfen und die Zwickauer Hütte auch als Hüttenwirt geführt.

## Baubeschreibung
Das Josef-Pixner-Biwak hat einen achteckigen Grundriss. Die Außenwände bestehen aus Aluminium, eine Plexiglaskuppel sorgt für Tageslicht im holzverkleideten Innenraum. Für den Unterbau wurde ein Mero-Raumfachwerk gewählt. Energetisch handelt es sich um ein Passivhaus, das über ein selbstregulierendes Lüftungskonzept verfügt.